# Andrew Phillip Cunanan
Andrew Phillip Cunanan (* 31. August 1969 in National City, Kalifornien; † 23. Juli 1997 in Miami Beach, Florida) war ein Serienmörder aus den Vereinigten Staaten, der zeitweise auf der Liste der zehn meistgesuchten Flüchtigen des FBI geführt wurde. Seine Mordserie kostete fünf Menschen das Leben. Hauptsächlich bekannt wurde er nach seinem Mord an Modedesigner Gianni Versace.

## Leben

### Die frühen Jahre
Cunanan war das vierte Kind des damals 39-jährigen Filipinos Modesto Dungao Cunanan und der 30-jährigen Italoamerikanerin Mary Ann (geb. Schillaci). Zum Zeitpunkt seiner Geburt war die Ehe der Eltern bereits stark zerrüttet. Der junge Cunanan zog sich immer öfter in eine Phantasiewelt zurück und wurde in der Schule bald zum Außenseiter. Als er zwölf Jahre alt war, meldeten ihn seine Eltern an der teuren Privatschule The Bishop’s School im San Diegoer Stadtteil La Jolla an, wo er sich wohler fühlte. Zu etwa derselben Zeit trat sein Vater aus der Armee aus und begann eine Ausbildung zum Börsenmakler.

### Coming-out
Nach seinen Biographen hatte Cunanan seine erste homosexuelle Erfahrung bereits früh und verheimlichte dies auch nie vor seinen Klassenkameraden (unter anderem Gary Jules). Mit 15 Jahren war er stämmiger als die meisten Jungen seines Alters. Da er zudem gute Manieren und ein Talent zur Verstellung hatte, konnte er sich ungehindert in den beliebtesten Bars der Schwulenszene von San Diego aufhalten und dort auch trinken.
1987 machte er seinen Schulabschluss an der Bishop’s und begann auf Wunsch seiner Eltern ein Geschichtsstudium an der UCSD. Cunanan hatte einen IQ von 147. Er zog, statt sich auf sein Studium zu konzentrieren, lieber nächtelang durch Clubs und entdeckte die Vorteile älterer Liebhaber. Durch sie bekam er ein teures Auto, Kreditkarten, Zutritt zu deren heimlichen Zweitapartments und Einladungen zu den Partys der High Society. Auf einer dieser Partys traf er auch erstmals sein späteres Mordopfer Gianni Versace. Dieser sprach ihn auch an, da er ihn mit einer früheren Bekanntschaft aus Europa verwechselte.
Nachdem seine Mutter von seinen Aktivitäten als Callboy erfahren hatte, endete ein Streit in einer gewalttätigen Auseinandersetzung. Daraufhin mied Cunanan seine Mutter und brach auch das Studium ab.

### Niedergang
Nach einem für ihn erschreckenden Besuch beim Vater, der seine Arbeit als Börsenmakler verloren hatte und inzwischen in einem Armenviertel in Plaridel auf den Philippinen lebte, zog er nach San Francisco. Hier, wie auch schon früher, stellte er erfolgreich viele unterschiedliche Persönlichkeiten dar, u. a. die des Marineleutnants Drew Cummings. Gleichzeitig veränderte er sich immer stärker. Immer öfter besuchte er SM-Clubs und spielte schließlich auch als Sexsklave in Pornofilmen mit.
Anfang 1997 zeigte Cunanan Symptome, die an das Anfangsstadium von AIDS erinnerten. Er machte zwar einen Test, holte sich jedoch nie seine Ergebnisse ab, da er an seine Ansteckung glaubte. (Bei der späteren Obduktion seiner Leiche wurde festgestellt, dass er HIV-negativ war.) Nach dem Test begann er, regelmäßig Alkohol und Drogen zu konsumieren, was auch zu einem körperlichen Verfall führte.

### Mordserie
Am 26. April 1997 flog er nach Minneapolis, Minnesota, wo ihn der Architekt David Madson abholte und zu seiner Wohnung mitnahm. Zur Klärung der Situation traf kurz danach auch Jeff Trail, ein Marineoffizier und Freund Cunanans, in der Wohnung ein. Nachbarn berichteten, dass um etwa 21.45 Uhr der Lärmpegel deutlich anstieg. Eine Autopsie ergab, dass Trail durch mindestens 27 Schläge mit einem Zimmermannshammer getötet wurde, wodurch der Kopf stark entstellt wurde. Erst später rekonstruierte die Polizei Eifersucht als Motiv – zwischen Trail und Madson hatte sich laut Ermittlungsergebnissen eine Liebesbeziehung angebahnt.
Madson half Cunanan, die Leiche in einen Teppich zu wickeln, wo sie für die nächsten zwei Tage blieb. Da Madson unentschuldigt der Arbeit ferngeblieben war, forschte sein Vermieter nach. In der Wohnung entdeckte er zuerst die Blutflecken und schließlich auch Trails Leiche. Cunanan und Madson flüchteten daraufhin, wobei Cunanan eine halbautomatische Taurus-Pistole Kaliber .40 S&W von Trail mitnahm. 45 Meilen nördlich von Minneapolis erschoss er auf einer Landstraße Richtung Duluth auch Madson, dessen Leiche am 29. April von der Polizei gefunden wurde.
Am Abend des 3. Mai 1997 traf Cunanan auf sein nächstes Opfer, den 72-jährigen Lee Miglin. Die Polizei vermutete, dass er Miglin mit der Waffe in die Garage zwang, dort mit einer Baumschere auf ihn einstach, ihm mit einer Metallsäge den Hals aufschlitzte und ihn schließlich mit dem Lexus des Opfers mehrmals überrollte. Mit diesem Auto setzte er seine Flucht fort.
Nachdem die Tat entdeckt worden war, setzte ihn das FBI sofort auf die Liste der zehn meistgesuchten Flüchtigen. Da Cunanan das Mobiltelefon des Autos verwendete, konnte ihn die Polizei orten und warnte die Bevölkerung auf seiner Strecke. Daraufhin entfernte er das Telefon und tauchte unter. Die nächsten Tage versteckte er sich am Finn’s Point National Cemetery in Pennsville, New Jersey. Am 9. Mai 1997 erschoss er vor dem Friedhof den 45-jährigen Friedhofswärter William Reese, dem er die Autoschlüssel abnahm und mit dessen Pick-up er nach Florida fuhr.
Die Polizei war ratlos. Sie wusste zwar, wer der Täter war, aber da sie kein Motiv ermitteln konnte, wusste sie auch nicht, wohin Cunanan sich wenden würde. Am 10. Mai 1997 kam dieser in Miami an, wo er im Normandy Plaza Hotel eincheckte. Hier versteckte er sich zwar nicht, ging sogar trotz Polizeikontrollen verkleidet in Schwulen-Clubs, verhielt sich jedoch die nächsten Wochen ruhig.

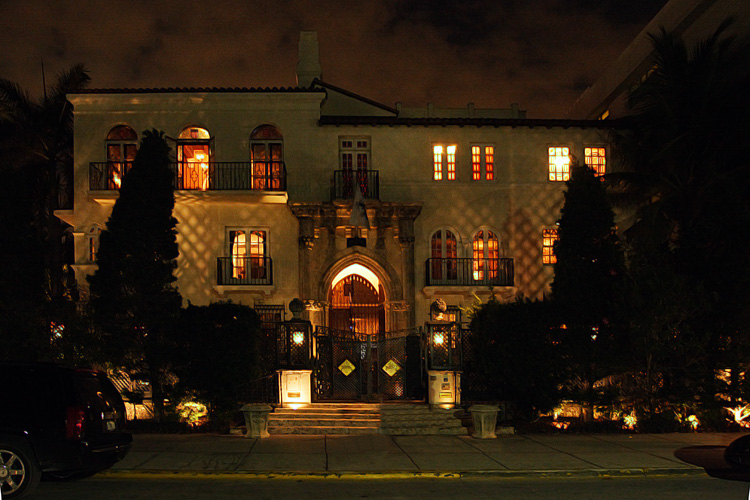
Die Villa von Gianni Versace

Am Morgen des 15. Juli 1997 folgte er Versace von einem Kaffeehaus zu dessen Villa. Als der Designer das Tor zu seinem Grundstück öffnete, trat Cunanan hinter ihn und schoss ihm zwei Kugeln in den Kopf.
Nach dem Mord und entsprechendem Medienecho startete das FBI eine Großfahndung und setzte mehrere hundert Agenten in Miami ein, wo auch die örtliche Polizei mit Hochdruck an der Ergreifung des Täters arbeitete. Dabei wurde auch festgestellt, dass Cunanan mehrmals fast entdeckt worden wäre. Ein Kellner hatte ihn erkannt und den Notruf angerufen. Währenddessen verließ Cunanan jedoch das Lokal. Sieben Tage vor dem Mord an Versace wollte er in einer Pfandleihe eine Goldmünze aus dem Besitz von Miglin versetzen. Dafür musste er auch seine wahre Identität auf einem Formular angeben, das an die Polizei weitergeleitet wurde. Dort jedoch blieb es bis Stunden nach seinem letzten Mord unentdeckt liegen. Bei der folgenden Durchsuchung seines Hotelzimmers erhielten sie vom Hotel die falsche Zimmernummer. Bis der Irrtum aufgeklärt worden war, war Cunanan längst geflüchtet.

### Tod
Am 23. Juli 1997 wurde Cunanan entdeckt, als ein Verwalter ein Hausboot, das einem Hamburger Unternehmer gehörte, am Indian Creek Canal kontrollierte. Nach Öffnen der Tür hörte er einen Schuss und benachrichtigte die Polizei. Bereits kurz darauf präsentierten Fernsehsender Live-Bilder eines massiven Polizeiaufgebotes einschließlich Spezialeinsatzkräften. Nach vier Stunden Belagerung wurde das Objekt in den Abendstunden gestürmt. Im Schlafzimmer des Obergeschosses fand man die Leiche Cunanans, der sich mit Trails Pistole erschossen hatte.

## Film- und Fernsehproduktionen
- Fashion Victim (Film)[3]
- Andrew Cunanan – Murder On The Run (TV-Dokumentation)
- Amerikas Albtraum – Die gefährlichsten Serienkiller der USA – Andrew Cunanan (TV-Dokumentation)
- American Crime Story, Staffel 2: Der Mord an Gianni Versace (Anthologieserie)